# Peder Pedersen Syv

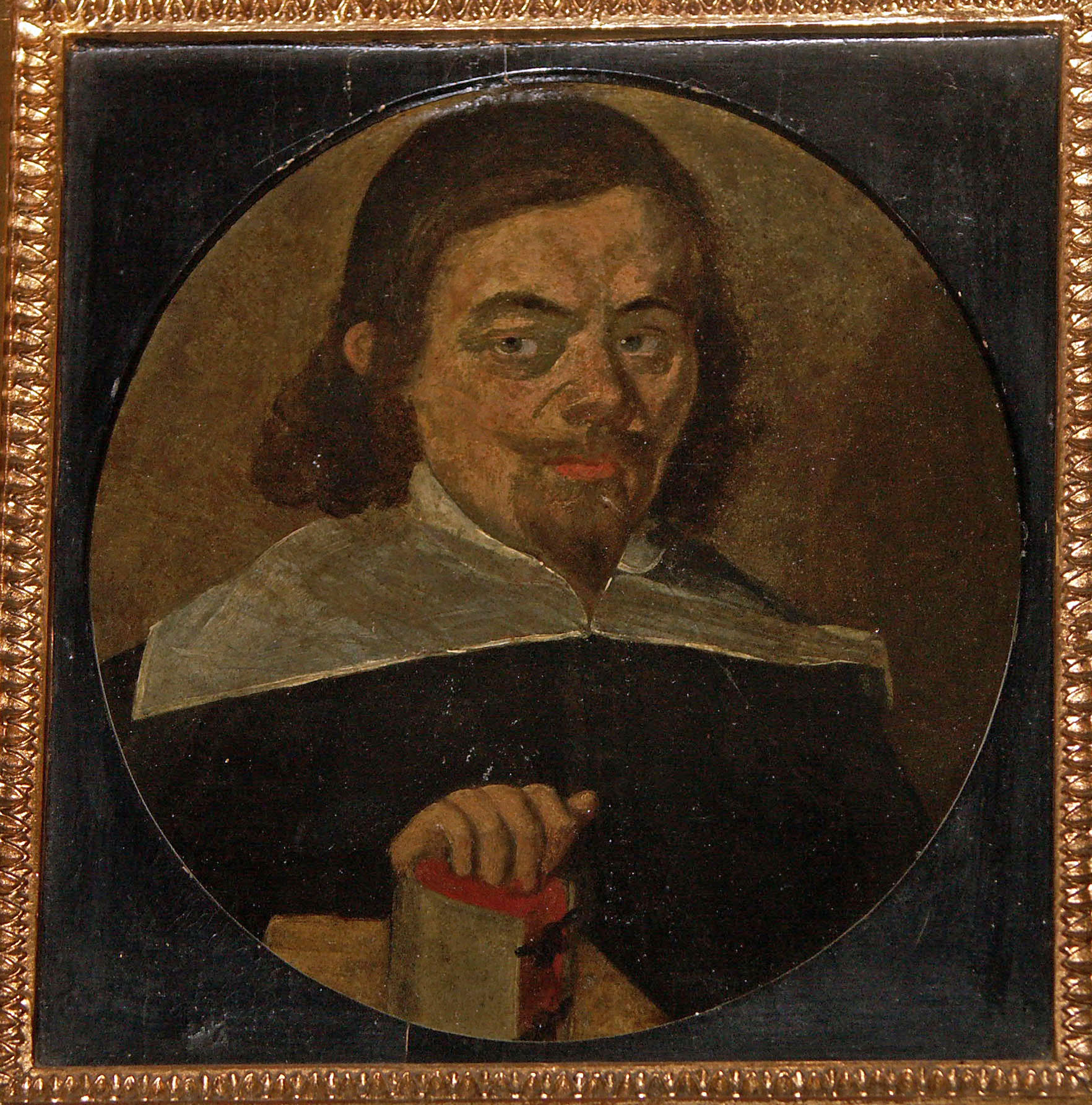
Portet Pedera Syva przechowywany w kościele Hellested w Hårlev w Danii

Peder Pedersen Syv (ur. 22 lutego 1631 w Syv k. Roskilde, zm. 17 lutego 1702) – duński językoznawca, folklorysta i duchowny.
Syv był synem rolnika z Kirke-Syv koło Roskilde, wystarczająco zamożnego, by zapewnić synowi dostęp do edukacji. Syv rozpoczął naukę szkolną w Roskilde, w 1653 został zapisany na uniwersytet w Kopenhadze. W 1658 objął stanowisko dyrektora szkoły łacińskiej w Næstved. W 1664 został proboszczem w Hellested, gdzie pracował do śmierci. W 1683 roku jako jedyny w historii uzyskał tytuł filologa królewskiego specjalizującego się w języku duńskim.
Syv należał do niewielkiego kręgu badaczy, którzy pod wpływem działalności niemieckiego Towarzystwa Owocodajnego rozpoczęli pracę na rzecz języka duńskiego.
Do pierwszych publikacji Syva należą raporty na temat języka Zimbabwe z 1663 roku, które dotyczą pochodzenia i pokrewieństwa języków, liter i run, pisowni, zapożyczeń, a także poezji. Badanie te są pierwszą duńską analizą z zakresu lingwistyki porównawczej. Zostały przygotowane w języku niemieckim.
W 1685 opublikował pierwszą duńską gramatykę w języku ojczystym (Den Danske Sprogkunst eller Grammatica). Główny nacisk położył na nauczanie ortografii.
Przygotował także rozbudowany słownik języka duńskiego, zawierający informacje dotyczące etymologii, ale ze względu na okoliczności polityczne i zawodowe nigdy go nie ukończył. Wydrukowano tylko część na literę A (1692), jednak jego rękopisy posłużyły jako podstawa pracy lekykograficznej Rostgaarda (1671–1745).
Syv przygotował także zbiór duńskich przysłów, który stał się podstawą późniejszych opracowań.
W 1695 Syv opublikował zbiór stu duńskich pieśni zaczerpniętych z wydania z 1591, do których dostał kolejne sto, które zaczerpnął z rękopisów, od nosicieli tradycji ustnej i z innych źródeł. Zbiór ten był kilkukrotnie wznawiany i stał się głównym źródłem wiedzy na temat ballad i pieśni z Danii i Wysp Owczych.
Syv był także bibliofilem. Kolekcjonował książki i opracował bibliografię starszych duńskich publikacji, które nigdy nie zostały wydane drukiem, ale mają wartość źródłową.